# Megastigmus herndoni
Megastigmus herndoni är en stekelart som beskrevs av Girault 1935. Megastigmus herndoni ingår i släktet Megastigmus och familjen gallglanssteklar. Inga underarter finns listade i Catalogue of Life.